# Someone Else Not Me
Someone Else Not Me è un singolo del gruppo musicale britannico Duran Duran, pubblicato nel 2000 ed estratto dall'album Pop Trash.

## Tracce
- CD (UK)

1. Someone Else Not Me (Radio Edit) - 3:35
2. Someone Else Not Me (Album Version) - 4:47
3. Starting to Remember - 2:38

- CD (USA)

1. Someone Else Not Me (Radio Edit) - 3:35
2. Someone Else Not Me (Album Version) - 4:47

## Formazione
- Simon Le Bon - voce
- Warren Cuccurullo - chitarra
- Nick Rhodes - tastiera

## Classifiche
| Classifica (2000) | Posizione massima |
| ----------------- | ----------------- |
| Italia            | 26                |
| Regno Unito       | 53                |